# Mihama (Wakayama)
Pour les articles homonymes, voir Mihama (homonymie).
Mihama (美浜町, Mihama-chō) est un bourg du district de Hidaka, dans la préfecture de Wakayama, au Japon.

## Géographie

### Démographie
Au 1er décembre 2014, la population de Mihama s'élevait à 7 605 habitants répartis sur une superficie de 12,79 km2.